# Riccardo di Piacenza
Riccardo (IX secolo), fu conte di Piacenza dall'879 (data non certa) all'880 o 885.

## Biografia
Nel febbraio dell'876 i vescovi e i conti dell'alta Italia si radunano a Pavia. Aspettano l'arrivo di Carlo il Calvo da Roma, dove è stato incoronato imperatore e re d'Italia la vigilia di natale dell'anno precedente. Tra di loro vi è anche un conte Ricardo. Il Signum Richardi comitis appare tra le altre firme presenti nel documento pubblicato a Pavia che certifica l'avvenuto congresso. Il testamento di Angilberga, vedova dell'imperatore Ludovico II viene sottoscritto a Brescia nel marzo dell'877 da numerose autorevoli persone. Tra gli altri, un conte Riccardo è presente in veste di missus imperiale. Sulla base delle considerazioni avanzate da René Poupardin, queste denominazioni sarebbero in relazione con la figura del conte Riccardo di Autun, fratello di Bosone di Provenza. Da un documento piacentino del 30 maggio 879, al tempo, cioè, in cui termina il predominio in Italia dei Franchi Occidentali e Carlo, re dei Franchi Orientali, si afferma come nuovo sovrano, veniamo informati che un Riccardo è conte a Piacenza. Un Gulfardus sculdassio Adelberti, qui et Acco vocitatur, vicecomes civitate Placentia... è detto operare per data licentia Richari comes ipsius civitatis. Il documento in questione ci parla di un uomo al governo dopo l'uscita di scena di re Carlomanno.
Bisogna fare uno sforzo notevole, per poter credere che il conte Riccardo di Autun sia rimasto in carica, dopo il collasso del dominio franco-occidentale in Italia, anche e nel caso il nostro avesse ricevuto l'incarico da Carlo il Calvo nell'875. E questo anche dal momento che la sua firma è presente in un documento di Bosone di Provenza per il monastero di Montieramey del luglio dell'879. Si potrebbe identificare il firmatario del documento dell'875 con il conte della città di Piacenza dell'anno 879 e ritenere il franco-occidentale RIccardo una figura del tutto indipendente. Dal fatto, poi, che un Richardus comes et missus imperialis, che insieme al franco-occidentale Hugo abbas missus imperialis risulti presente alla firma del testamento di Angilberga, a Piacenza, si può supporre che una identificazione con il fratello di Bosone non sia da escludersi a priori.
Sulle origini della famiglia di questo conte, non è facile arguire dall'analisi delle esigue fonti a nostra disposizione. Con notevole coraggio si può arrivare a concludere una relazione di questo personaggio con la schiatta dei Vuifridingi, che amministrarono la contea di Piacenza con Vifredo I dall'843 fino, approssimativamente, all'870, e con i nipoti di questo della stirpe dei Supponidi, Adelgiso II e Vilfredo II dall'885 al 932 (un'interruzione avrà luogo durante la guerra dei pretendenti alla corona d'Italia, dopo l'888, con l'insediamento di Sigifredo, seguace di Guido). Il periodo assegnato cronologicamente a Riccardo cade esattamente tra il dominio di Vifredo e quello di Adelgiso. Non è da escludere che Riccardo fosse figlio di Vilfredo I e che, non avendo avuto discendenti, avesse lasciato la contea nelle mani dei nipoti, dei figli, cioè, della sorella Berta, Adelgiso e Vifredo. La sua origine franca deriverebbe da questa collocazione.

## Famiglia e figli
Ebbe una figlia da una donna sconosciuta:
- Berta.